# Porauxus pangrangus
Porauxus pangrangus är en mångfotingart som beskrevs av Chamberlin 1945. Porauxus pangrangus ingår i släktet Porauxus och familjen Haplodesmidae. Inga underarter finns listade i Catalogue of Life.